# Csütörtök
A csütörtök a hét szerda és péntek közé eső napja. Általában a negyedik nap, de azokban az országokban, ahol vasárnappal kezdődik a hét, az ötödik.
Magyar neve a szlávból (közelebbről talán a korábbi szlovén četrtek alakból) származik, jelentése: „negyedik”. Az újlatin nyelvekben neve Jupiter római isten nevéből ered (görög megfelelője Zeusz), a germán nyelvekben (és a hét napjainak nevét a svéd nyelvből kölcsönző finnben) pedig Thor (óészaki mennydörgésisten) nevéből (Thursday – Thor’s Day).

## Történelem
A fekete csütörtök 1929. október 24-ére utal, amikor a New York-i tőzsdén lezuhantak a részvényárak. Rendszerint ezt a dátumot tekintik a nagy gazdasági világválság kezdetének.

## Vallás
A kereszténységben a nagycsütörtök a húsvétot megelőző csütörtök – a hagyomány szerint az utolsó vacsora napja.
Az Egyesült Államokban a hálaadás napját november negyedik csütörtökén ünneplik.
A kvékerek hagyományosan „az ötödik nap”-ként hivatkoznak a csütörtökre (a hetet vasárnaptól számítva), a pogány Thor isten említését elkerülendő.
A hindu vallásban  a csütörtök guruvar, más szóval a guru napja.

## Az Egyesült Királyságban
Az Egyesült Királyságban 1935 óta minden országos választást hagyományosan csütörtökön tartanak, noha ezt ebben a formában nem szabályozza törvény. Egyes magyarázatok szerint ez azzal lehet összefüggésben, hogy a legtöbb városban ezen a napon tartották a vásárokat, bár az a gyakorlati előnye is megvan, hogy az esetleges új kormányzatnak rendelkezésére áll a hétvége a felkészüléshez, hogy a következő hét elején munkához lásson.

## Egyéb
A „csütörtököt mond” szólás magyarul a kudarcot jelenti. Eredetileg a csettet vet, csöttöt mond kifejezésből ered, ami a fegyver ravaszának hangját utánozza, s ez módosult időközben – tréfás behelyettesítéssel – a fenti alakra.
Erich Kästner Május 35 avagy Konrád a Csendes-óceánhoz lovagol című meseregénye is csütörtökön játszódik.
Douglas Adams Galaxis útikalauz stopposoknak című regénye elején Arthur Dent, az egyik főszereplő ezt mondja: „Ma csak csütörtök lehet. A csütörtök sose volt az én napom.” – Néhány perccel később elpusztul a Föld.
Juhász Ferenc Babonák napja, csütörtök: amikor a legnehezebb című verse a legszebb 20. századi magyar magyar versek közé tartozik.

## A csütörtök más nyelvekben
Azokban az országokban, ahol a hét a vasárnappal kezdődik, a hét ötödik napja a csütörtök.
Újlatin nyelvekben
- olasz:	giovedì
- spanyol:	jueves
- francia:	jeudi
- román:	joi
- katalán:	dijous

Germán nyelvekben
- angol:	Thursday
- német:	Donnerstag
- holland: donderdag
- svéd: torsdag
- norvég: torsdag
- dán: torsdag

Szláv nyelvekben
- orosz:	четверг
- bolgár: четвъртък
- lengyel: czwartek
- cseh: čtvrtek
- szlovák: štvrtok
- horvát: četvrtak